# Amada
Amada je naselje z najstarejšim egipčanskim templjem v Nubiji. Prvega je zgradil faraon Tutmoz III.  iz Osemnajste dinastije in ga posvetil Amonu in Ra-Horaktiju. Njegovo delo je nadaljeval sin in naslednik Amenhotep II. Njegov naslednik Tutmoz IV. je nad prednjim dvoriščem zgradil streho in ga pretvoril v stebriščno dvorano. V amarnskem  obdobju je faraon Ehnaton v celem templju izbrisal Amonovo ime, faraon Seti I. iz Devetnajste dinastije pa je vse poškodbe restavriral. Faraoni Devetnajste dinastije, zlasti  Seti I. in Ramzes II., so opravili tudi druga manjša popravila in dodali nekaj okrasja. Gradbene posege Ramzesa II., Merneptaha in Siptaha so na svojih  stelah dokumentirali podkralji Kuša  Setau, Hekanakt in Mesuj in kancler Baj.

## Notranjost templja
Prvotni načrt templja je vseboval pilon, prednje dvorišče in pokrito stebrišče, ki je vodilo v svetišče. Ko je Tutmoz IV. pokril prednje dvorišče, so stebre in stene poslikali s prizori darovanja bogovom. Tempelj z dolgočasno in razpadajočo zunanjostjo  skriva  v notranjosti najfinejše reliefe, poslikane z živimi barvami.
Najfinejši pobarvani reliefi so v najbolj notranjem delu templja. Na njih sta prikazana Tutmoz III. in Amenhotep IV. med darovanjem različnim egipčanskim bogovom. V kultni sobi ob strani svetišča je nekaj zanimivih prizorov ustanovitve in posvetitve templja, med katerimi je tudi  "obred raztezanja vrvi", postopek izdelave in polaganja zidakov iz blata in darovanje templja njegovim bogovom.

## Zgodovinski zapisi
V templju sta dva pomembna zgodovinska zapisa. Zgodnejši je iz 3. leta vladanja Amenhotepa II., ki opisuje faraonov brezobziren vojni pohod v Azijo:
Njegovo veličanstvo se je z veseljem vrnilo k svojemu očetu Amonu, potem ko je s svojim lastnim kijem umorilo sedem poglavarjev v daljni deželi Takesi (Sirija). Poglavarji so bili potem za noge obešeni na premec ladje njegovega veličanstva.
Napis v nadaljevanju opisuje, kako je Amenhotep II. šest mrtvih  poglavarjev obesil na obzidje Teb, sedmega pa na obzidje Napate, mesta na meji z Nubijo pri četrtem Nilovem kataraktu. Jasen namen njegovega dejanja je bil opozoriti na nevarne posledice uporov med njegovim vladanjem. 
Drug zapis omenja neuspel napad iz Libije v 4. letu Merneptahovega vladanja.
Prvi opis templja je objavil Henry  Gauthier leta 1913.
V letih 1964-1975 so zaradi gradnje jezu na Nilu tempelj  preselili s prvotne lokacije na približno 65 v višjo lokacijo, oddaljeno od prve približno 2,5 km. Ker bi se med razstavljanjem templja reliefi poškodovali, so celoten tempelj dvignili s hidravličnimi dvigali in ga po tirnicah odpeljali na novo lokacijo.
V tem času so iz Amade odpeljali tudi tempelj Der.

## Galerija
- Zunanjost templja v Amadi, Brooklyn Museum Archives, Goodyear Archival Collection
- Zunanjost templja
- Notranjost templja
- Napis na enem od stebrov, povezan z gospodarjem otoka Bige